# Lijst van Yoshispellen
Dit is een lijst van Yoshispellen. 

## Hoofdserie

### Yoshi's Island
- Super Mario World 2: Yoshi's Island (SNES)
- Yoshi's Island: Super Mario Advance 3 (Game Boy Advance)
- Yoshi's Island DS (Nintendo DS)
- Yoshi's New Island (Nintendo 3DS)

### Andere Yoshispellen
- Mario & Yoshi (NES, Game Boy, Virtual Console)
- Yoshi's Cookie (NES, SNES, Game Boy, Virtual Console)
- Yoshi's Safari (SNES)
- Tetris Attack (SNES, Game Boy)
- Yoshi's Story (Nintendo 64, Virtual Console)
- Yoshi's Universal Gravitation (Game Boy Advance)
- Yoshi Touch & Go (Nintendo DS)
- Yoshi's Woolly World (Wii U)
- Poochy en Yoshi's Woolly World (Nintendo 3DS)
- Yoshi's Crafted World (Switch)

## Speelbaar personage

### Mario Kart
- Super Mario Kart (SNES)
- Mario Kart 64 (Nintendo 64)
- Mario Kart: Super Circuit (Game Boy Advance)
- Mario Kart: Double Dash!! (Nintendo GameCube)
- Mario Kart Arcade GP (Arcade)
- Mario Kart DS (Nintendo DS)
- Mario Kart Arcade GP 2 (Arcade)
- Mario Kart Wii (Wii)
- Mario Kart 7 (Nintendo 3DS)
- Mario Kart Arcade GP DX (Arcade)
- Mario Kart 8 (Wii U)
- Mario Kart 8 Deluxe (Switch)

### Mario Tennis
- Mario's Tennis (Virtual Boy)
- Mario Tennis (Nintendo 64)
- Mario Tennis (Game Boy Color)
- Mario Power Tennis (Nintendo GameCube)
- Mario Tennis Aces (Switch)

### Mario Party
- Mario Party (Nintendo 64)
- Mario Party 2 (Nintendo 64)
- Mario Party 3 (Nintendo 64)
- Mario Party 4 (Nintendo GameCube)
- Mario Party-e (e-Reader)
- Mario Party 5 (Nintendo GameCube)
- Mario Party 6 (Nintendo GameCube)
- Mario Party Advance (Game Boy Advance)
- Mario Party 7 (Nintendo GameCube)
- Mario Party 8 (Wii)
- Mario Party DS (Nintendo DS)
- Mario Party 9 (Wii)
- Mario Party: Island Tour (Nintendo 3DS)
- Mario Party 10 (Wii U)
- Mario Party: Star Rush (3DS)
- Mario Party: The Top 100 (3DS)
- Super Mario Party (Switch)

### Mario Golf
- Mario Golf (Nintendo 64)
- Mario Golf: Toadstool Tour (Nintendo GameCube)
- Mario Golf: Advance Tour (Game Boy Advance)

### Andere spellen
- Super Mario World (SNES, Virtual Console)
- Super Smash Bros. (Nintendo 64)
- Super Smash Bros. Melee (Nintendo GameCube)
- Super Mario Sunshine (Nintendo Gamecube)
- Super Mario 64 DS (Nintendo DS)
- Mario Superstar Baseball (Nintendo GameCube)
- Mario Smash Football (Nintendo GameCube)
- Mario Slam Basketball (Nintendo DS)
- Mario Strikers Charged Football (Wii)
- Mario & Sonic op de Olympische Spelen (Wii, Nintendo DS)
- Super Smash Bros. Brawl (Wii)
- Mario Super Sluggers (Wii)
- Mario & Sonic op de Olympische Winterspelen (Wii, Nintendo DS)
- Super Mario Galaxy 2 (Wii)
- Mario & Sonic op de Olympische Spelen - Londen 2012 (Wii, Nintendo 3DS)
- Mario & Sonic op de Olympische Winterspelen - Sotsji 2014 (Wii U)
- Super Smash Bros. voor 3DS en Wii U (Wii U, Nintendo 3DS)
- Super Smash Bros. Ultimate (Switch)

## Yoshi in cameo's
- The Legend of Zelda: Link's Awakening
  - Een pop van Yoshi duikt in het spel op in Mabe Village op Koholint Island.
- Donkey Kong Country 2: Diddy's Kong Quest
  - Yoshi verschijnt in het videospel Cranky's Video Game Heroes van Cranky Kong.
- Super Mario 64
  - Yoshi zal aan het eind van het spel op het kasteel met Mario praten en later weer verdwijnen.
- The Legend of Zelda: Ocarina of Time
  - Ergens In Hyrule Castle hangt een portret van Yoshi aan de muur.
- Metal Gear Solid: The Twin Snakes
  - In het spel treft de speler een beeldje van Yoshi aan op Otacons bureau. Als het beschoten wordt, roept het beeldje de naam van Yoshi.
- Super Paper Mario
  - In Chapter 5-2 kan een rots in de vorm van Yoshi teruggevonden worden.
- Super Mario Galaxy
  - Aan het begin van het spel kan de speler Yoshi's hoofd kiezen om in een nieuw spelbestand op te slaan.
  - In Good Egg Galaxy duikt een planeet op in de vorm van een Yoshi-ei.
  - In Space Junk Galaxy kan via een missie een nieuwe planeet ontstaan. De planeet is een groot Yoshihoofd, gebeiteld uit hout.